# Ronald Worm
Ronald Worm (* 7. října 1953, Duisburg) je bývalý německý fotbalista, útočník. 

## Fotbalová kariéra
V Bundeslize hrál za MSV Duisburga Eintracht Braunschweig, nastoupil ve 380 bundesligových utkáních a dal 119 gólů. V Poháru UEFA nastoupil v 14 utkáních a dal 12 gólů. Za západoněmeckou fotbalovou reprezentaci nastoupil v letech 1975-1978 v 7 utkáních a dal 5 gólů. V roce 1976 byl členem stříbrného západoněmeckého týmu na Mistrovství Evropy ve fotbale 1976 a v roce 1978 byl členem západoněmeckého týmu na Mistrovství světa ve fotbale 1978, v obou případech ale zůstal jen mezi náhradníky a do utkání nezasáhl. Byl členem západoněmecké reprezentace na LOH 1972 v Mnichově, nastoupil v 6 utkáních a dal 1 gól.

## Ligová bilance
| Ročník                                    | Zápasy | Góly | Klub                   |
| ----------------------------------------- | ------ | ---- | ---------------------- |
| Německá fotbalová Bundesliga 1971/1972    | 10     | 3    | MSV Duisburg           |
| Německá fotbalová Bundesliga 1972/1973    | 33     | 4    | MSV Duisburg           |
| Německá fotbalová Bundesliga 1973/1974    | 28     | 4    | MSV Duisburg           |
| Německá fotbalová Bundesliga 1974/1975    | 30     | 10   | MSV Duisburg           |
| Německá fotbalová Bundesliga 1975/1976    | 31     | 12   | MSV Duisburg           |
| Německá fotbalová Bundesliga 1976/1977    | 34     | 13   | MSV Duisburg           |
| Německá fotbalová Bundesliga 1977/1978    | 33     | 15   | MSV Duisburg           |
| Německá fotbalová Bundesliga 1978/1979    | 32     | 10   | MSV Duisburg           |
| Německá fotbalová Bundesliga 1979/1980    | 23     | 8    | Eintracht Braunschweig |
| 2. německá fotbalová Bundesliga 1980/1981 | 382    | 3    | Eintracht Braunschweig |
| Německá fotbalová Bundesliga 1981/1982    | 33     | 17   | Eintracht Braunschweig |
| Německá fotbalová Bundesliga 1982/1983    | 25     | 15   | Eintracht Braunschweig |
| Německá fotbalová Bundesliga 1983/1984    | 34     | 8    | Eintracht Braunschweig |
| Německá fotbalová Bundesliga 1984/1985    | 34     | 10   | Eintracht Braunschweig |
| 2. německá fotbalová Bundesliga 1985/1986 | 33     | 12   | Eintracht Braunschweig |
| 2. německá fotbalová Bundesliga 1986/1987 | 24     | 2    | Eintracht Braunschweig |
| CELKEM německá bundesliga                 | 380    | 119  |                        |